# Second Division 1914-1915
La stagione 1914-1915 è stata la ventitreesima edizione della Second Division, secondo livello del campionato di calcio inglese. Il capocannoniere del torneo fu Joe Lane dell’Blackpool  con 35 reti.

## Classifica finale
|  | Pos. | Squadra           | Pt | G  | V  | N  | P  | GF | GS | GF GS |
|  | ---- | ----------------- | -- | -- | -- | -- | -- | -- | -- | ----- |
|  | 1    | Derby County      | 53 | 38 | 23 | 7  | 8  | 71 | 33 | 2.15  |
|  | 2    | Preston N.E.      | 50 | 38 | 20 | 10 | 8  | 61 | 42 | 1.45  |
|  | 3    | Barnsley          | 47 | 38 | 22 | 3  | 13 | 51 | 51 | 1.00  |
|  | 4    | Wolverhampton     | 45 | 38 | 19 | 7  | 12 | 77 | 52 | 1.48  |
|  | 5    | Arsenal           | 43 | 38 | 19 | 5  | 14 | 69 | 41 | 1.68  |
|  | 6    | Birmingham City   | 43 | 38 | 17 | 9  | 12 | 62 | 39 | 1.59  |
|  | 7    | Hull City         | 43 | 38 | 19 | 5  | 14 | 65 | 54 | 1.20  |
|  | 8    | Huddersfield Town | 42 | 38 | 17 | 8  | 13 | 61 | 42 | 1.45  |
|  | 9    | Clapton Orient    | 41 | 38 | 16 | 9  | 13 | 50 | 48 | 1.04  |
|  | 10   | Blackpool         | 39 | 38 | 17 | 5  | 16 | 58 | 57 | 1.01  |
|  | 11   | Bury              | 38 | 38 | 15 | 8  | 15 | 61 | 56 | 1.08  |
|  | 12   | Fulham            | 37 | 38 | 15 | 7  | 16 | 53 | 47 | 1.12  |
|  | 13   | Bristol City      | 37 | 38 | 15 | 7  | 16 | 62 | 57 | 1.10  |
|  | 14   | Stockport County  | 40 | 38 | 15 | 7  | 16 | 54 | 60 | 0.90  |
|  | 15   | Leeds City        | 32 | 38 | 14 | 4  | 20 | 65 | 64 | 1.01  |
|  | 16   | Lincoln City      | 31 | 38 | 11 | 9  | 18 | 46 | 65 | 0.70  |
|  | 17   | Grimsby Town      | 31 | 38 | 11 | 9  | 18 | 48 | 76 | 0.63  |
|  | 18   | Nottingham Forest | 29 | 38 | 10 | 9  | 19 | 43 | 77 | 0.55  |
|  | 19   | Leicester Fosse   | 24 | 38 | 10 | 4  | 24 | 47 | 88 | 0.53  |
|  | 20   | Glossop           | 18 | 38 | 6  | 6  | 26 | 31 | 87 | 0.35  |

### Verdetti
- Derby County e Preston North End, oltre all’Arsenal dopo la guerra per festeggiamento, promosse in First Division 1919-1920.